# Athanase Fouché
Paul Athanase Fouché d’Otrante, född 25 juni 1801 i Paris, död 10 februari 1886 i Saint-Germain-en-Laye (väster om Paris), var en fransk-svensk hertig och kammarherre i svensk tjänst.
Athanase Fouché var son till polisministern Joseph Fouché och inledde, i Sverige, en militär bana som löjtnant.
Fouché donerade 1858 till Kungliga Musikaliska Akademien i Stockholm en dyrbar samling av bland annat operapartiturer, utgörande över 200 volymer, och invaldes då som ledamot av nämnda akademi.
Fouché var gift 1:o 1824 med Beata Christina Palmstierna och 2:o 1836 med Adelaide Sofia Vilhelmina Carolina von Stedingk. I sitt andra äktenskap fick han sonen, förste hovstallmästaren Gustave Armand Fouché d'Otrante (1840–1910). Sonen ägde flera större gårdar, bl.a. Kyleberg vid Tåkern i Östergötland och Trulstorp söder om Ringsjön i Skåne.